# Dorpskerk (Ruurlo)

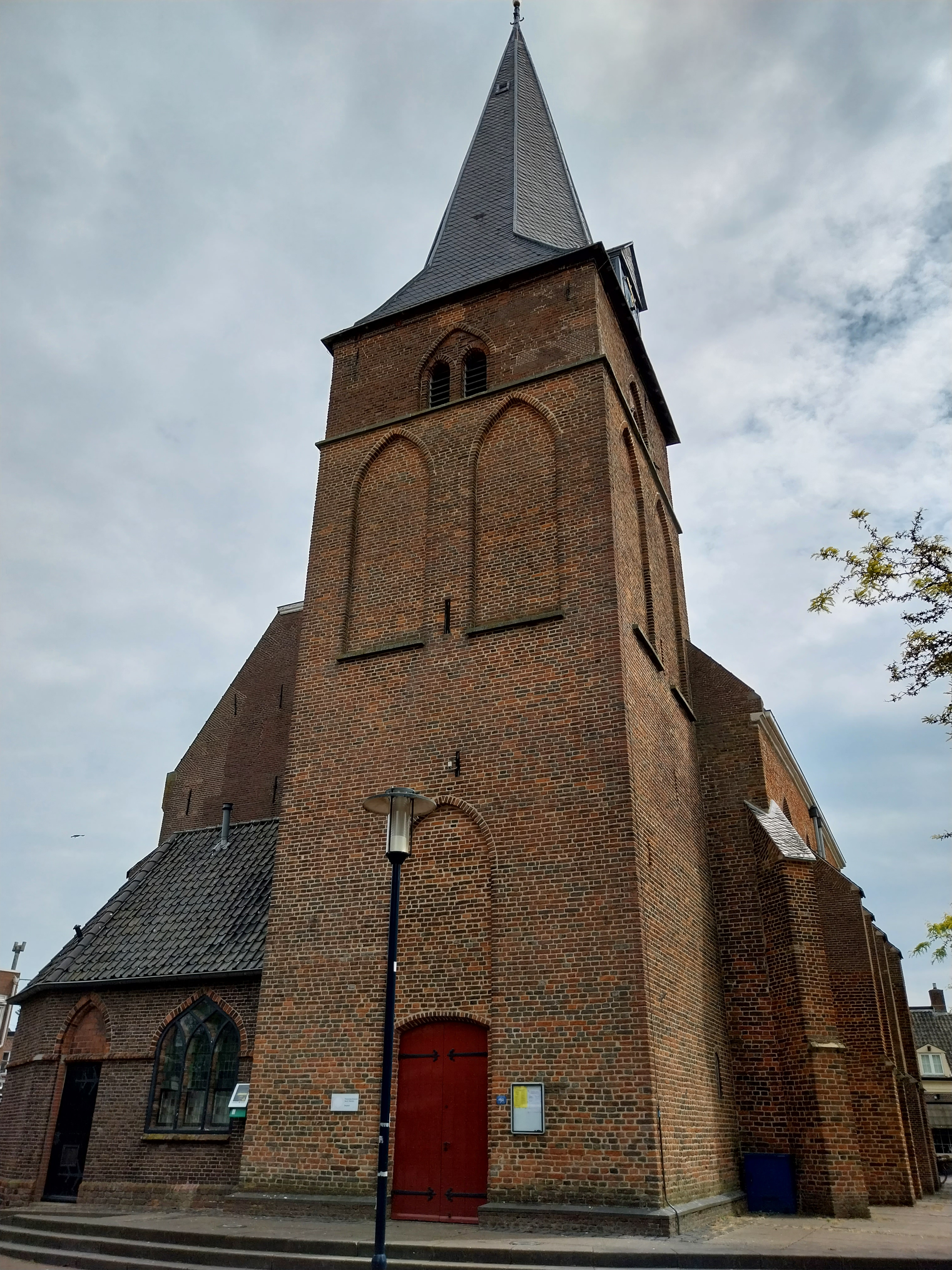
Dorpskerk Ruurlo

De Dorpskerk (oorspronkelijk de Onze Lieve Vrouwekerk) is een protestantse kerk in de Nederlandse plaats Ruurlo. De kerk is in de 14e eeuw gebouwd, bestaande uit een bakstenen schip en priesterkoor. Deze worden overkoepeld met een dak met kruisribgewelven. In der loop der tijd is de kerk steeds verder uitgebreid. In 1468 is de kerktoren toegevoegd, in 1561 de noordelijke zijbeuk en in de 17e eeuw werd de preekstoel toegevoegd. De oorspronkelijke katholieke kerk, werd in 1598 overgenomen door de protestanten, hetgeen tot tegenwoordig nog steeds zo is. Door diverse oorzaken, waaronder ouderdom en stormschade, zijn er diverse restauraties aan de kerk uitgevoerd. Qua stormschade heeft met name een storm eind 18e eeuw veel schade aangebracht, waardoor de kerk in de jaren 1793 - 1797 werd gerestaureerd.
Tijdens de Tweede Wereldoorlog nam het Duitse leger de klokken in beslag. Na de oorlog werden nieuwe klokken gegoten. De kerk is een rijksmonument.